# Soestweteringlanden
Soestweteringlanden is een wijk van de gemeente Zwolle in het stadsdeel Zwolle-Zuid. Het omvat de buurtschappen Harculo en Hoog-Zuthem en Windesheim.

## Beschrijving
Soestweteringlanden is een landelijk gebied waar momenteel voornamelijk agrarische activiteit plaatsvindt. De Soestwetering, waarvan de loop begint aan de voet van de Holterberg, stroomt hier Zwolle binnen.
Aan de westzijde treft men de IJssel aan, met in de noordwesthoek de IJsselcentrale (Centrale Harculo). Het gebied kent aan de IJsselzijde diverse natuurgebieden met overloopgebieden voor de rivier.
Van noord naar zuid wordt het gebied doorkruist door de N337 (Wijheseweg). De oude buurtschap Herxen van gemeente Olst-Wijhe grenst ten zuiden aan het gebied.
In Soestweteringlanden is ook het oude dorpje Windesheim gelegen op een op natuurlijke wijze ontstane terp (een rivierduin). Daar staat naast een oud kerkje het dorpshuis De Molenkamp, dat bij verkiezingen als stembureau wordt ingericht. Dit dorpshuis ontleent zijn naam aan de Windesheimer molen gelegen bij Windesheim aan de N377.
Er zijn voor het landelijke gebied nog geen directe nieuwe bouwplannen, hoewel Zwolle-Zuid naar dit gebied kan uitbreiden. De gemeente Zwolle wil vooralsnog trachten om het gebied in landelijke staat te conserveren.

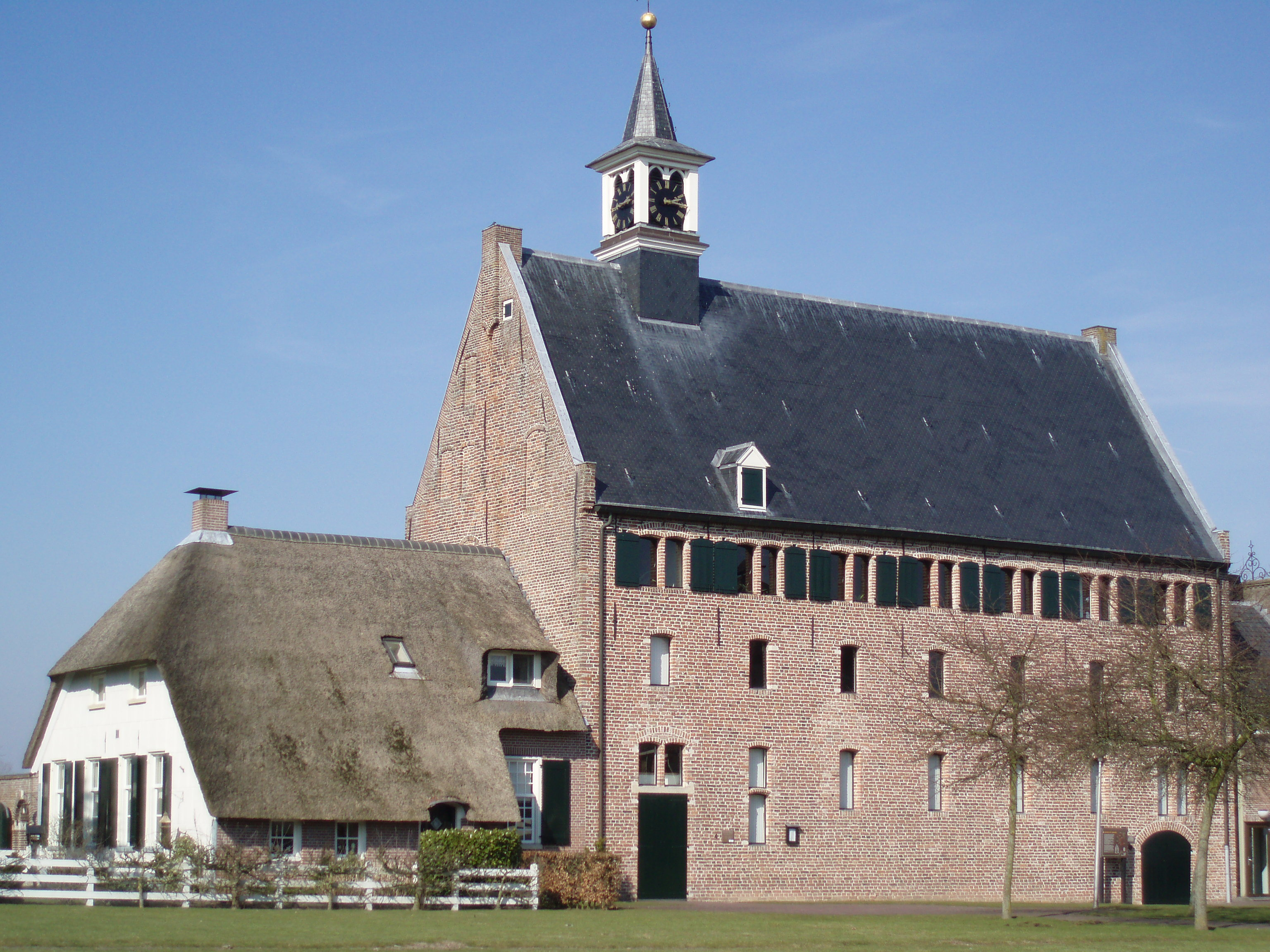
De voormalige kloosterbrouwerij van de Congregatie van Windesheim, tegenwoordig een Nederlands-Hervormde kerk

Wijken: Aa-landen · Assendorp · Berkum · Binnenstad · Diezerpoort · Hanzeland · Holtenbroek · Ittersum · Kamperpoort-Veerallee · Marsweteringlanden · Poort van Zwolle · Schelle · Soestweteringlanden · Stadshagen · Vechtlanden · Westenholte · Wipstrik

Buurten: Aalanden-Midden · -Noord · -Oost · -Zuid · Bagijneweide · Berkum · Binnenstad-Noord · -Zuid · Bollebieste · Breecamp · Breezicht · Brinkhoek · De Tippe · Dieze-Centrum · Frankhuis · Gerenbroek · Gerenlanden · Geren · Haerst · Hanzeland · Harculo en Hoog-Zuthem · Herfte · Het Noorden · Hogenkamp · Holtenbroek I · II · III · IV · Indische Buurt · Ittersumerbroek · Ittersumerlanden · Kamperpoort  · Katerveer-Engelse Werk · Langenholte · Mastenbroek · Meppelerstraatweg-Zuid · Milligen · Nieuw-Assendorp · Noordereiland · Oldenelerbroek · Oldenelerlanden-Oost · -West · Oud-Assendorp · Oud-Westenholte · Oud Ittersum · Oud Schelle · Pierik · Schelle-Zuid en Oldeneel · Schellerbroek · Schellerhoek · Schellerlanden · Schildersbuurt · Schoonhorst · Spoolde · Stadsbroek · Stationsbuurt · Tolhuislanden · Veerallee · Veldhoek · Vreugderijk · Werkeren · Westenholte-Stins · Wezenlanden · Wijthmen · Windesheim · Wipstrik-Noord · -Zuid · Zwolle-Zuid

Bedrijventerreinen: Floresstraat · Hanzeland · Hessenpoort · Marslanden (-Noord · -Zuid) · Oosterenk · Voorst (Voorst-A · Voorst-B · Voorst-C) · Voorsterpoort · De Vrolijkheid